# Hickory County
Das Hickory County ist ein County im US-amerikanischen Bundesstaat Missouri. Im Jahr 2020 hatte das County 8279 Einwohner und eine Bevölkerungsdichte von 8 Einwohnern pro Quadratkilometer. Der Verwaltungssitz (County Seat) ist Hermitage, das nach Andrew Jacksons Wohnsitz in Tennessee benannt wurde.

## Geografie

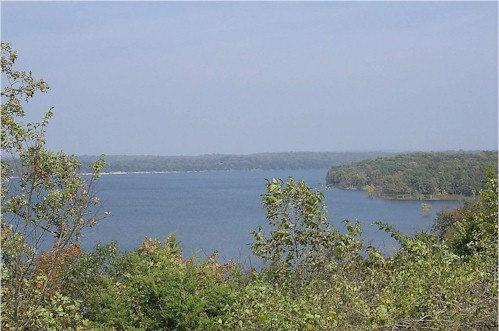
Pommes de Terre Lake

Das County liegt im mittleren Südwesten von Missouri in den nördlichen Ozarks. Es hat eine Fläche von 1066 Quadratkilometern, wovon 34 Quadratkilometer Wasserfläche sind. Das County wird vom Osage River durchflossen, der hier zum Pomme de Terre Lake aufgestaut wird. An das Hickory County grenzen folgende Nachbarcountys:
|                  | Benton County |               |
| St. Clair County |               | Camden County |
|                  | Polk County   | Dallas County |

## Geschichte
Das Hickory County wurde 1845 gebildet. Benannt wurde es nach Andrew Jackson, der den Spitznamen Old Hickory hatte.

## Demografische Daten
Nach der Volkszählung im Jahr 2010 lebten im Hickory County 9627 Menschen in 4478 Haushalten. Die Bevölkerungsdichte betrug 9,3 Einwohner pro Quadratkilometer. In den 4478 Haushalten lebten statistisch je 2,13 Personen.
Ethnisch betrachtet setzte sich die Bevölkerung zusammen aus 96,9 Prozent Weißen, 0,5 Prozent Afroamerikanern, 0,7 Prozent amerikanischen Ureinwohnern, 0,2 Prozent Asiaten sowie aus anderen ethnischen Gruppen; 1,7 Prozent stammten von zwei oder mehr Ethnien ab. Unabhängig von der ethnischen Zugehörigkeit waren 1,2 Prozent der Bevölkerung spanischer oder lateinamerikanischer Abstammung.
17,3 Prozent der Bevölkerung waren unter 18 Jahre alt, 52,8 Prozent waren zwischen 18 und 64 und 29,9 Prozent waren 65 Jahre oder älter. 50,9 Prozent der Bevölkerung war weiblich.

Das jährliche Durchschnittseinkommen eines Haushalts lag bei 28.097 USD. Das Pro-Kopf-Einkommen betrug 18.215 USD. 15,4 Prozent der Einwohner lebten unterhalb der Armutsgrenze.

## Ortschaften im Hickory County
Citys
- Cross Timbers
- Hermitage
- Weaubleau
- Wheatland

Village
- Preston

Unincorporated Communities
| - Almon - Avery - Butcher - Elkton | - Galmey - Jordan - Nemo - Pittsburg | - Quincy - White Cloud |

## Gliederung
Das Hickory County ist in zehn Townships eingeteilt:
| Township               | Einwohner (2010) | FIPS     |
| ---------------------- | ---------------- | -------- |
| Center Township        | 874              | 29-12538 |
| Cross Timbers Township | 605              | 29-17542 |
| Green Township         | 2384             | 29-28954 |
| Hermitage Township     | 1136             | 29-31785 |
| Jordan Township        | 171              | 29-37646 |
| Montgomery Township    | 284              | 29-49502 |
| Stark Township         | 958              | 29-70378 |
| Tyler Township         | 1257             | 29-74320 |
| Weaubleau Township     | 903              | 29-78082 |
| Wheatland Township     | 1055             | 29-79108 |